# Shikisai Moment
Shikisai Moment (色彩モーメント?) es el segundo álbum de estudio de la banda de Oshare Kei Antic Cafe, lanzado el 9 de noviembre del 2005 bajo el sello independiente de Loop Ash.
El álbum contiene una canción oculta tras la pista 12.

## Lista de canciones

### CD
| CD  |                                                       |          |  |
| N.º | Título                                                | Duración |  |
| 1.  | «Ope●ning (オープ●ング) (Versión Shikisai)»           | 1:16     |  |
| 2.  | «Merry Making (メリメイキング)»                       | 5:05     |  |
| 3.  | «Escapism (エスカピズム) (Versión Shikisai)»          | 4:54     |  |
| 4.  | «Ichi Hatsu Gyakuten Renai Game (一発逆転恋愛ゲーム)» | 3:32     |  |
| 5.  | «Golden Wing»                                         | 4:34     |  |
| 6.  | «Rinne no Tsumi (輪廻の罪)»                           | 6:00     |  |
| 7.  | «Omocha (玩具)»                                       | 3:31     |  |
| 8.  | «TEKESUTA KOUSEN (テケスタ光線)»                      | 4:55     |  |
| 9.  | «NYAPPY in the world»                                 | 4:09     |  |
| 10. | «1/2»                                                 | 4:04     |  |
| 11. | «Wagamama Koushinkyoku (我侭行進曲)»                  | 4:48     |  |
| 12. | «My favourite Beat (Canción Oculta)»                  | 4:32     |  |

### DVD (Limited Edition)
| DVD |                                                          |          |  |
| N.º | Título                                                   | Duración |  |
| 1.  | «Wagamama Koushinkyoku (我侭行進曲)» (Promotional Video) | 4:58     |  |
| 2.  | «Tekesuta Kousen (テケスタ光線)» (Promotional Video)     | 5:06     |  |
| 3.  | «Escapism (エスカピズム)» (Promotional Video)            | 4:54     |  |
| 4.  | «Merry Making (メリメイキング)» (Promotional Video)      | 5:30     |  |
| 5.  | «Antic Room» (Especial)                                  |          |  |